# Kudafinolhu (Kaafu)
Pour les articles homonymes, voir Kudafinolhu.

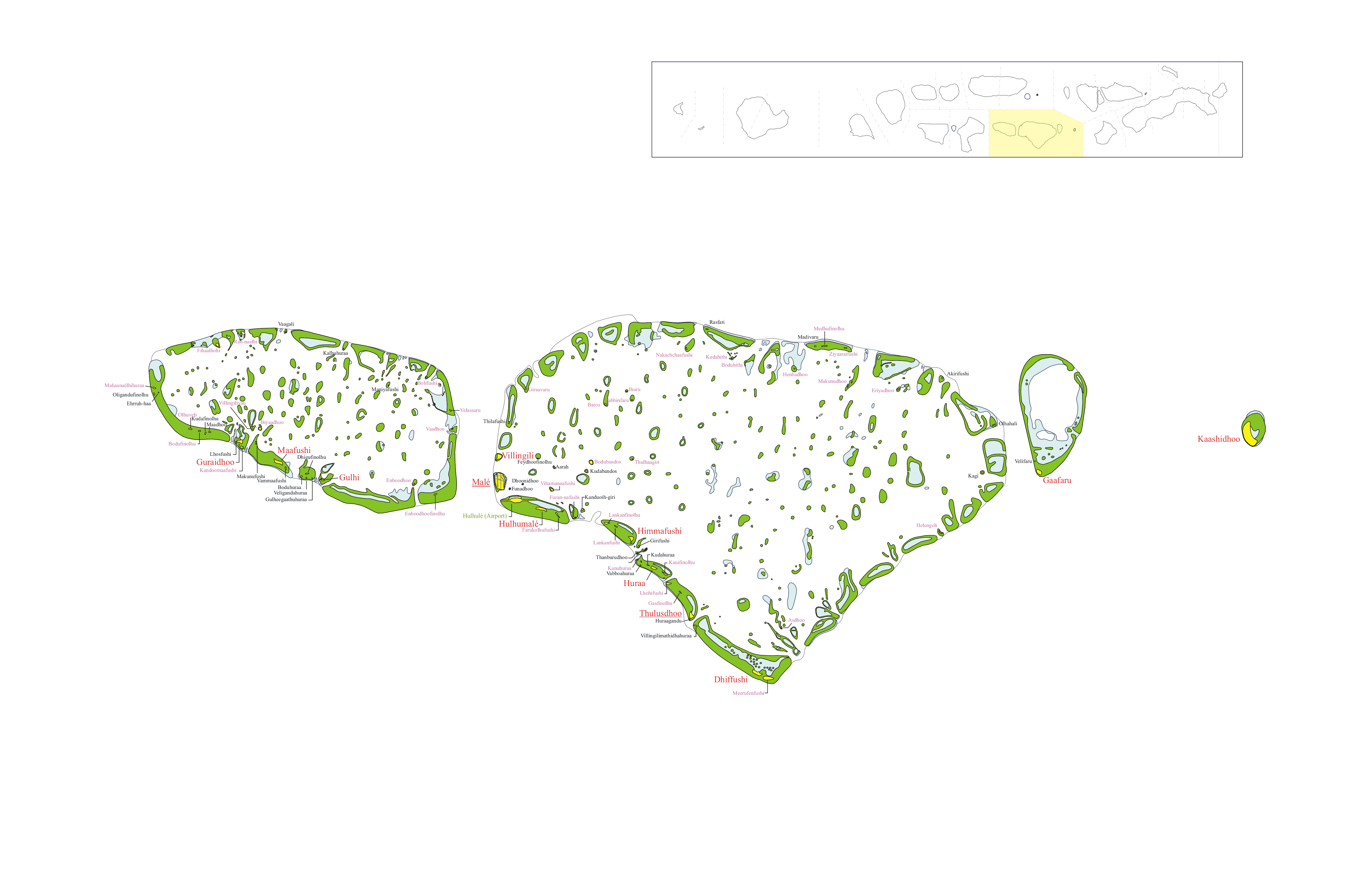
Atoll de Kaafu

Kudafinolhu est une petite île inhabitée des Maldives.

## Géographie
Kudafinolhu est située dans le centre des Maldives, au Sud-Est de l'atoll Malé Sud, dans la subdivision de Kaafu. 